# Infraction inchoative
En droit pénal des pays de common law, une infraction inchoative (anglais : inchoate offense) est une infraction dont l'achèvement est incomplet, c'est-à-dire qu'il s'agit d'infractions qui auraient mené à la perpétration d'une autre infraction criminelle si elles avaient réussi.

## Droit canadien
En droit canadien, les infraction inchoatives sont prévues à la partie XIII du Code criminel, il peut s'agir de la tentative (art. 463 C.cr.) , de la complicité après le fait (art. 463 C.cr.)  et du fait de conseiller une infraction (art. 464 C.cr.)
Les infractions inchoatives vont être rattachées à l'infraction dont elles auraient provoqué l'achèvement. À titre d'exemple, en matière de voie de fait ou d'agression sexuelle, il peut y avoir : 
- tentative de voie de fait, tentative d'agression sexuelle ;
- conseiller une voie de fait, conseiller une agression sexuelle ;
- complot pour voie  de fait, complot pour agression sexuelle ;
- complicité après le fait pour voie de fait, complicité après le fait pour agression sexuelle.

Par contre, on ne va pas juxtaposer plusieurs infractions inchoatives en une seule. Ainsi, selon l'arrêt R. c. Déry, la tentative de complot n'est pas une véritable infraction.
On peut considérer que la tentative de meurtre n'est pas une véritable infraction inchoative dans la mesure où il s'agit déjà d'une infraction complète, car elle est prévue de façon statutaire à l'art. 239 C.cr.
Proférer des menaces (art. 264.1 C.cr.) n'est pas une infraction inchoative, mais bel et bien une infraction complète.
Le régime juridique des participants à une infraction (art. 21 à 24 C.cr.) est distinct du régime des infractions inchoatives, bien qu'il a en commun avec les infractions inchoatives de s'appliquer à des groupes d'individus.